# Henriette van den Boorn-Coclet
Henriette van den Boorn-Coclet (født 15. januar 1866 i Liège, Belgien - død 6. marts 1945) var en belgisk komponist og lærer.
Boorn-Coclet studerede komposition på Musikkonservatoriet i Liége. efter endt uddannelse blev hun harmonilærer på konservatoriet i en årrække. Hun har skrevet fire symfonier, symfoniske digtninge, orkesterværker, kammermusik, koncertmusik, sonater etc. Boorn-Coclet vandt Rom Prisen i (1895).

## Udvalgte værker
- Andante Symfoni (1894) - for orkester
- Symfoni (i F-dur) (1904) - for orkester
- Symfoni (1904) - for orkester
- Wallonsk Symfoni (1923) - for orkester
- Fornyelse (1913) (Symfonisk digtning) - for orkester
- Til det uendelige (18?) - for orkester